# Michal Petráň

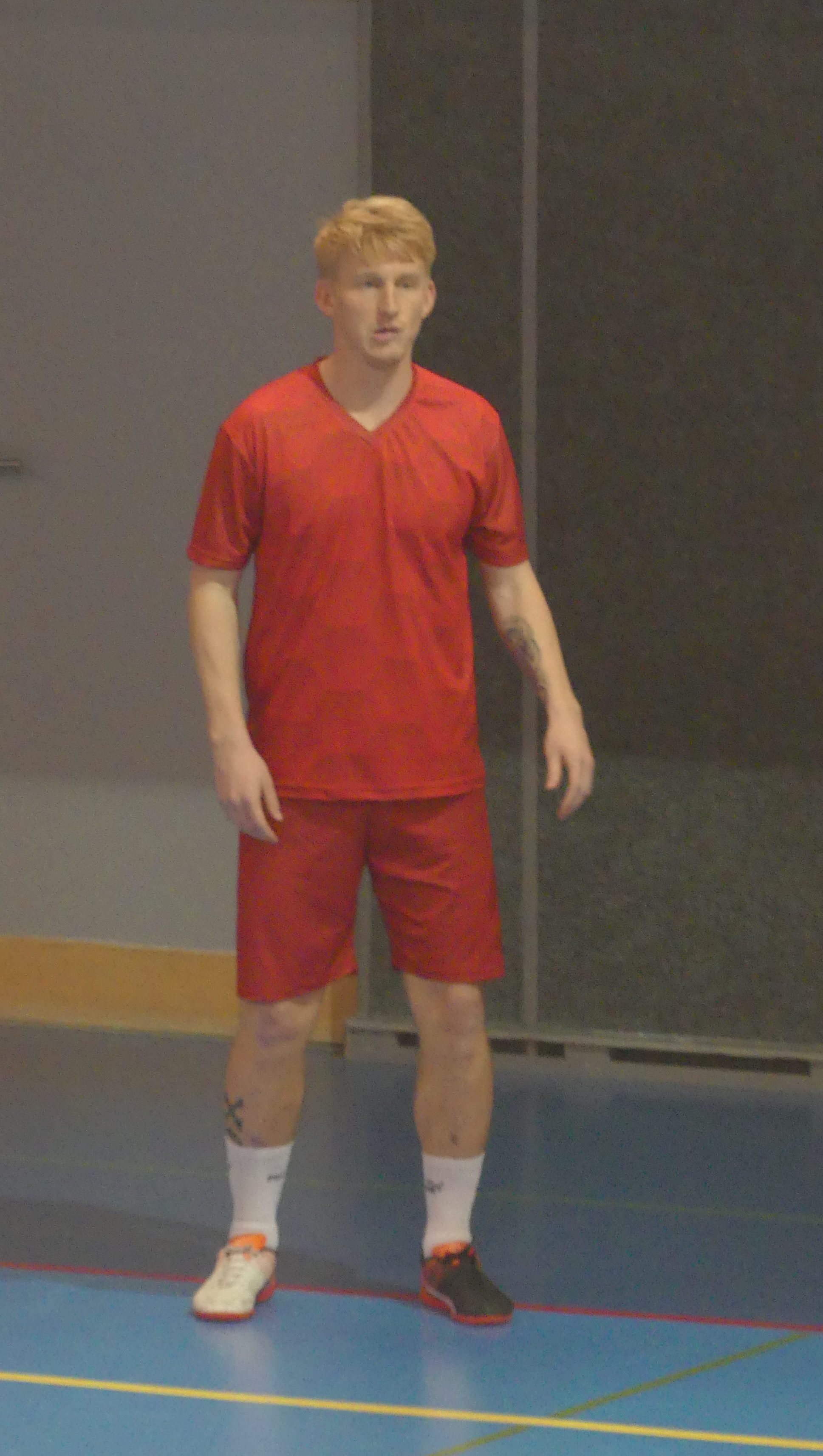
Petráň Michal

Michal Petráň (* 26. června 1992, Pardubice) je český fotbalový útočník. Od srpna 2024 působí v třetiligovém týmu TJ Sokol Živanice.

## Klubová kariéra
Rodák z Pardubic začal svou fotbalovou kariéru nedaleko svého rodného města, v klubu SK Chrudim. Po třech letech se ovšem stěhoval do dalšího klubu z Chrudimi, konkrétně AFK Chrudim. Tam byl do svých 14 let, než si ho všimli tehdy ještě v FK Slovan Pardubice, kam zamířil na hostování. To mělo původně trvat do léta roku 2011, rok a půl předtím ho ovšem vykoupil ligový klub SK Dynamo České Budějovice. Na jihu Čech ale za příští čtyři roky odehrál pouze osm ligových zápasů, a tak se znovu stěhoval, když opět na hostování zamířil do FK Pardubice. Tam v první sezóně odehrál 20 zápasů, ve kterých vstřelil pět branek a to stačilo k tomu, aby se do východočeské metropole přesunul natrvalo. Jako kmenový hráč Pardubic od té doby odehrál rovnou stovku zápasů, ve kterých dal 35 gólů. Povedená sezóna 2018/19, ve které se trefil jedenáctkrát, mu pomohla ke druhému ligovému angažmá. Na roční hostování s opcí si ho totiž vzal MFK Karviná. Tam v sezóně 2019/20 odehrál 20 zápasů a po třech ligových gólech se vrátil zpět do FK Pardubice, neboť Slezané neuplatnili svou opci na přestup.